# Каркас (дама)
Легенда о Каркассонской даме — этиологический миф, призванный объяснить происхождение названия французского города Каркассон. Один из сюжетов героических баллад трубадуров.
Согласно легенде, армия Карла Великого пять лет осаждала сарацинский город. Дама по имени Карка(с) (Carcas) встала во главе рыцарей-защитников города после смерти мужа. В начале шестого года у осаждённых подошли к концу запасы пищи и воды. Дама Каркас приказала учесть все оставшиеся припасы. К ней привели последнюю свинью и принесли последний мешок зерна. Дама накормила свинью зерном, а затем сбросила с самой высокой башни города.
Карл Великий и его люди, поверив, что в городе ещё полно продовольствия, так как свиней там кормят зерном, снял осаду. Видя, что армия Карла Великого уходит от города, дама Каркас, радуясь тому, что её хитрость удалась, приказала звонить во все колокола. Один из людей Карла Великого воскликнул: «Каркас звонит!» (фр. Carcas sonne!). Эти слова якобы и были приняты французами за название города.
Умберто Эко в своем романе «Баудолино» приурочил сюжет легенды к осаде Фридрихом Барбароссой города Александрия.